# Prochaetoderma raduliferum
Prochaetoderma raduliferum é uma espécie de molusco pertencente à família Prochaetodermatidae.
A autoridade científica da espécie é Kowalevsky, tendo sido descrita no ano de 1901.
Trata-se de uma espécie presente no território português, incluindo a zona económica exclusiva.